# Тимчасовий уряд Албанії
Тимчасовий уряд Албанії (алб. Qeveria e Përkohshme e Shqipërisë) — перший уряд незалежної Албанії, що діяв на частині її території у 1912–1914 роках до офіційного міжнародного визнання країни.

## Історія
28 листопада 1912 року загальноалбанський конгрес у Вльорі прийняв декларацію Незалежності Албанії і сформував тимчасовий уряд на чолі з Ісмаїлом Кемалі. Кемалі хотів утворити кабінет з представників знаті й колишніх чиновників османської адміністрації, розраховуючи, що такі люди зможуть здобути прихильність як великих держав, так і Османської імперії, але делегати його не підтримали, і склад уряду був переглянутий. У підсумку до нього увійшло вісім міністрів. І. Кемалі посів за сумісництвом пост міністра закордонних справ, його заступником по кабінету став католицький священник Нікола Качоррі, а Луїдь Гуракучі отримав посаду міністра освіти. Сфера юрисдикції Тимчасового уряду, крім Вльори, поширювалася на міста Люшня, Фієр, Берат і Гірокастра.
3 грудня 1912 Османська імперія підписала умови перемир'я з Болгарією, Сербією та Чорногорією, і почала роботу Лондонська Конференція послів, яка повинна була продиктувати представникам воюючих сторін умови миру і виробити план розділу колишніх османських володінь у Європі; албанське питання перебувало в центрі уваги конференції. 29 червня 1913 Конференція послів ухвалила рішення про статус албанської держави, що створювалась: вона мала стати автономним суверенним спадковим князівством. Контроль за цивільною адміністрацією та фінансами покладалися на Міжнародну контрольну комісію, що складалася з представників шести держав-гарантів і одного делегата від Албанії.
Уряд Ісмаїла Кемалі вважався великими державами лише одним з існуючих локальних урядів; усі його спроби за підтримки Риму і Відня домогтися визнання як основного не увінчалися успіхом. Проте хоч його й не визнавали де-юре, з ним доводилося рахуватися де-факто. Влітку 1913 Тимчасовому уряду вдалося заручитися підтримкою північних гірських районів Албанії, а влітку була спроба залучити на свій бік великого землевласника з Центральної Албанії Ессада Топтані. Той погодився зайняти пост міністра внутрішніх справ, але повернувся до себе в Дуррес для формування нібито урядової жандармерії.
У вересні 1913 року в деяких населених албанцями районах Косова та Македонії спалахнуло албанське повстання під гаслами національного визволення і возз'єднання з Албанією. Його придушили сербські війська, які стали просуватися вглиб власне албанської території, прагнучи встановити новий «стратегічний кордон». Сербський уряд змусив відступити лише через пред'явлений Австро-Угорщиною 18 жовтня ультиматум сербському уряду.
Вересневі події надихнули топтання на серію сепаратистських дій, що призвели в підсумку до проголошення «Сенату Центральної Албанії», що не підкоряється Тимчасовому уряду.
Рішення Конференції послів про надання Албанії статусу спадкової монархії застали зненацька І. Кемалі. Деякі з його акцій (підтримка проєкту албано-болгаро-турецького союзу, планів возз'єднання Косова і Чамера з Албанією) підірвали його авторитет у Міжнародній контрольній комісії: члени комісії стали підозрювати його в спробі змови проти Комісії з метою відсторонити її від албанських справ.
Ісмаїл Кемалі був запрошений на засідання Міжнародної консультативної комісії, на якому прийнято рішення про відставку Тимчасового уряду у Вльорі і про передачу управління в руки Міжнародної контрольної комісії. В офіційному повідомленні, датованому 22 січня 1914, говорилося, що «голова Тимчасового уряду, будучи переконаним в тому, що єдиним засобом до припинення стану смути і анархії, що панують в країні, є конституювання єдиного уряду для всієї Албанії і що в справжніх умовах цього можна досягти тільки передачею влади в руки Міжнародної контрольної комісії, що представляє великі держави, відновлює своє прохання, з якою він вже звертався». На закінчення зазначалося, що члени комісії, «віддавши належне патріотичним почуттям Його Високоповажності Ісмаїла Кемаль-бея», погодилися з ним.